# Taekwondo nos Jogos Pan-Americanos de 2011 - Mais de 80 kg masculino
A categoria acima de 80 kg masculino do taekwondo nos Jogos Pan-Americanos de 2011 foi disputada em 18 de outubro no Ginásio do CODE II com 15 taekwondistas, cada um representando um país.

## Calendário
Horário local (UTC-6).
| Data          | Horário | Fase             |
| ------------- | ------- | ---------------- |
| 18 de outubro | 11:00   | Oitavas-de-final |
| 18 de outubro | 12:30   | Quartas-de-final |
| 18 de outubro | 17:30   | Semifinal        |
| 18 de outubro | 18:30   | Final            |

## Medalhistas
| Ouro   | CUB Robelis Despaigne                             |
| Prata  | VEN Juan Carlos Díaz                              |
| Bronze | CAN François Coulombe-Fortier USA Stephen Lambdin |

## Resultados

### Chave
|  | Oitavas-de-final         | Oitavas-de-final         | Oitavas-de-final |  |  | Quartas-de-final              | Quartas-de-final              | Quartas-de-final      |   |                               | Semifinais                    | Semifinais            | Semifinais |  |  | Final | Final | Final |
|  |                          |                          |                  |  |  |                               |                               |                       |   |                               |                               |                       |            |  |  |       |       |       |
|  |                          |                          |                  |  |  |                               |                               |                       |   |                               |                               |                       |            |  |  |       |       |       |
|  |                          |                          |                  |  |  | CAN François Coulombe-Fortier | CAN François Coulombe-Fortier | 15                    |   |                               |                               |                       |            |  |  |       |       |       |
|  | JAM Kenneth Edwards      | JAM Kenneth Edwards      | 12               |  |  | JAM Kenneth Edwards           | JAM Kenneth Edwards           | 3                     |   |                               |                               |                       |            |  |  |       |       |       |
|  | GUY David Rajjab         | GUY David Rajjab         | 6                |  |  |                               |                               |                       |   | CAN François Coulombe-Fortier | CAN François Coulombe-Fortier | 3                     |            |  |  |       |       |       |
|  | HAI Sanon Tudor          | HAI Sanon Tudor          | 4                |  |  |                               | CUB Robelis Despaigne         | CUB Robelis Despaigne | 5 |                               |                               |                       |            |  |  |       |       |       |
|  | HON Miguel Ferrera       | HON Miguel Ferrera       | 12               |  |  | HON Miguel Ferrera            | HON Miguel Ferrera            | 0                     |   |                               |                               |                       |            |  |  |       |       |       |
|  | GUA Adrian Sagastume     | GUA Adrian Sagastume     | 1                |  |  | CUB Robelis Despaigne         | CUB Robelis Despaigne         | 8                     |   |                               |                               |                       |            |  |  |       |       |       |
|  | CUB Robelis Despaigne    | CUB Robelis Despaigne    | 7                |  |  |                               |                               |                       |   |                               | CUB Robelis Despaigne         | CUB Robelis Despaigne | 15         |  |  |       |       |       |
|  | MEX Salvador Pérez       | MEX Salvador Pérez       | 7                |  |  |                               | VEN Juan Carlos Díaz          | VEN Juan Carlos Díaz  | 5 |                               |                               |                       |            |  |  |       |       |       |
|  | ARG Martín Sío           | ARG Martín Sío           | 6                |  |  | MEX Salvador Pérez            | MEX Salvador Pérez            | 3                     |   |                               |                               |                       |            |  |  |       |       |       |
|  | USA Stephen Lambdin      | USA Stephen Lambdin      | 4                |  |  | USA Stephen Lambdin           | USA Stephen Lambdin           | 4                     |   |                               |                               |                       |            |  |  |       |       |       |
|  | COL Carlos Cañas         | COL Carlos Cañas         | 0                |  |  |                               |                               |                       |   | USA Stephen Lambdin           | USA Stephen Lambdin           | 3                     |            |  |  |       |       |       |
|  | PUR Marvin Sellas        | PUR Marvin Sellas        | WDR              |  |  |                               | VEN Juan Carlos Díaz          | VEN Juan Carlos Díaz  | 7 |                               |                               |                       |            |  |  |       |       |       |
|  | VEN Juan Carlos Díaz     | VEN Juan Carlos Díaz     |                  |  |  | VEN Juan Carlos Díaz          | VEN Juan Carlos Díaz          | 7                     |   |                               |                               |                       |            |  |  |       |       |       |
|  | SUR Jurmen Amiena        | SUR Jurmen Amiena        | 5                |  |  | CRC Christopher Moitland      | CRC Christopher Moitland      | 6                     |   |                               |                               |                       |            |  |  |       |       |       |
|  | CRC Christopher Moitland | CRC Christopher Moitland | 8                |  |  |                               |                               |                       |   |                               |                               |                       |            |  |  |       |       |       |